# Graditz
Graditz ist ein Ortsteil der  Stadt Torgau im Landkreis Nordsachsen in Sachsen. Er liegt südöstlich der Stadt am östlichen Rand der Elbwiesen in der Elbaue. Die Bundesstraße 183 führt durch den Ortsteil. Bekannt wurde das Dorf vor allem durch das gleichnamige Gestüt, das den Kern von Graditz darstellt.

## Geschichte

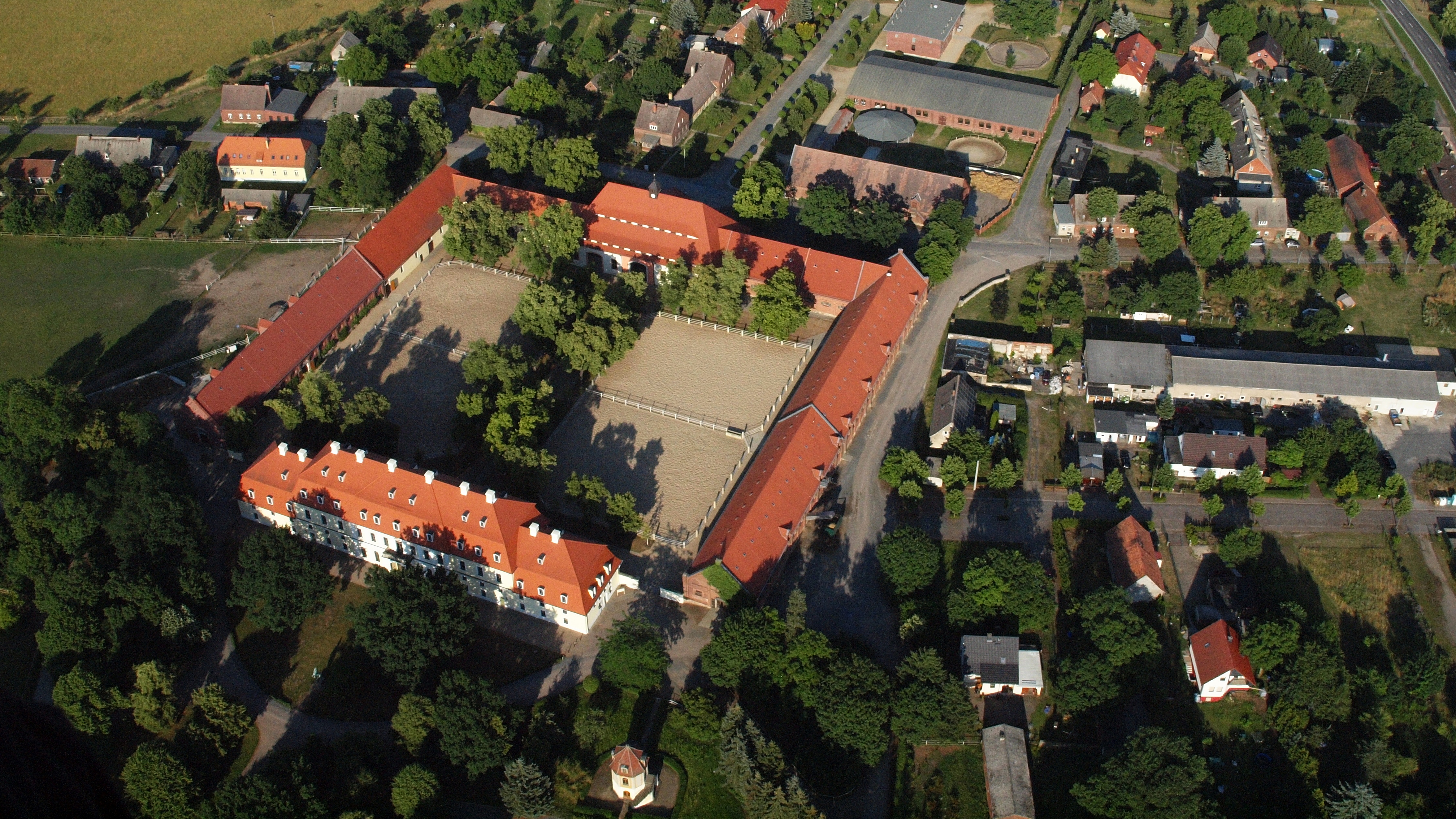
Gestüt Graditz, Luftaufnahme (2015)

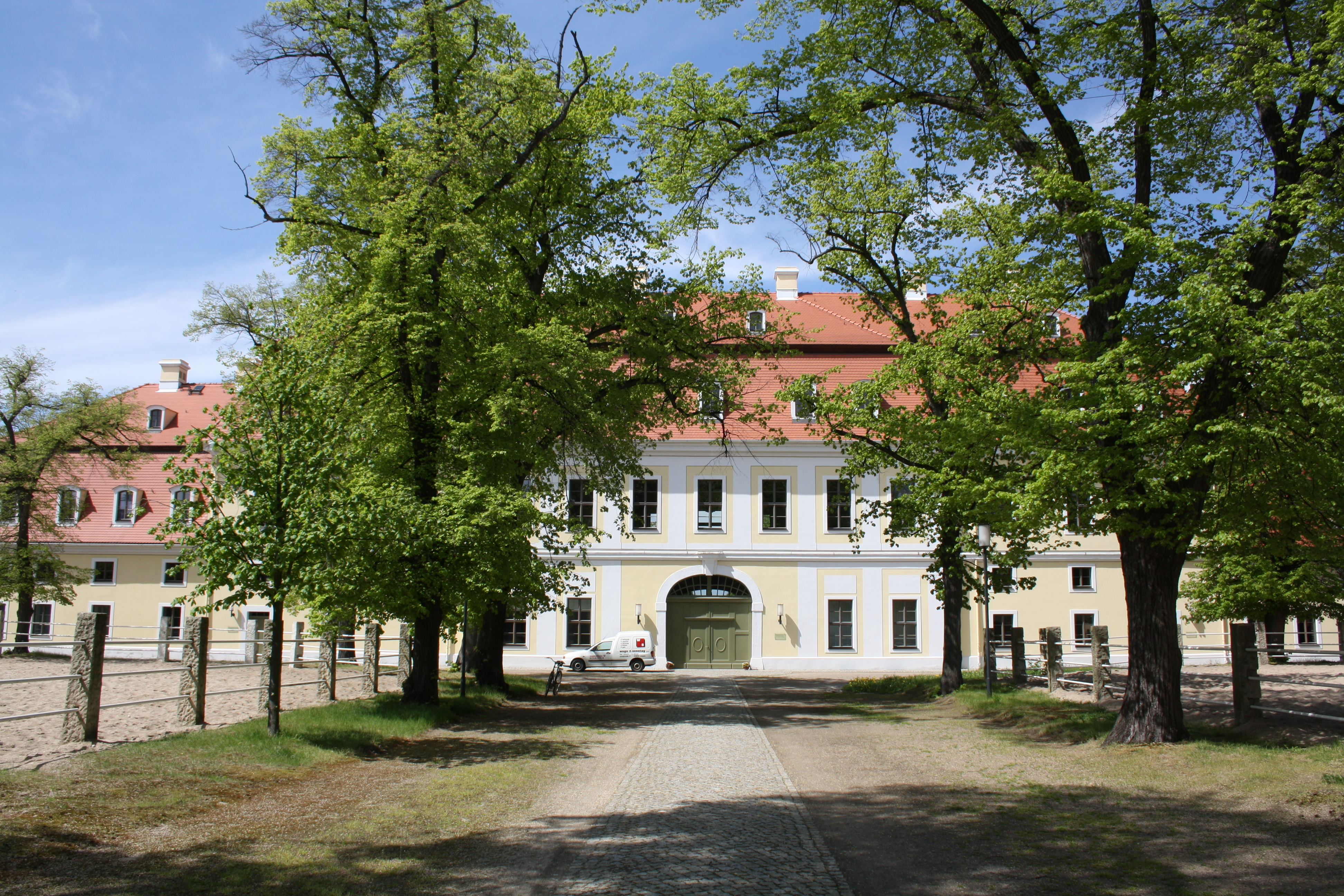
Die Gartenfront des Graditzer Schlosses

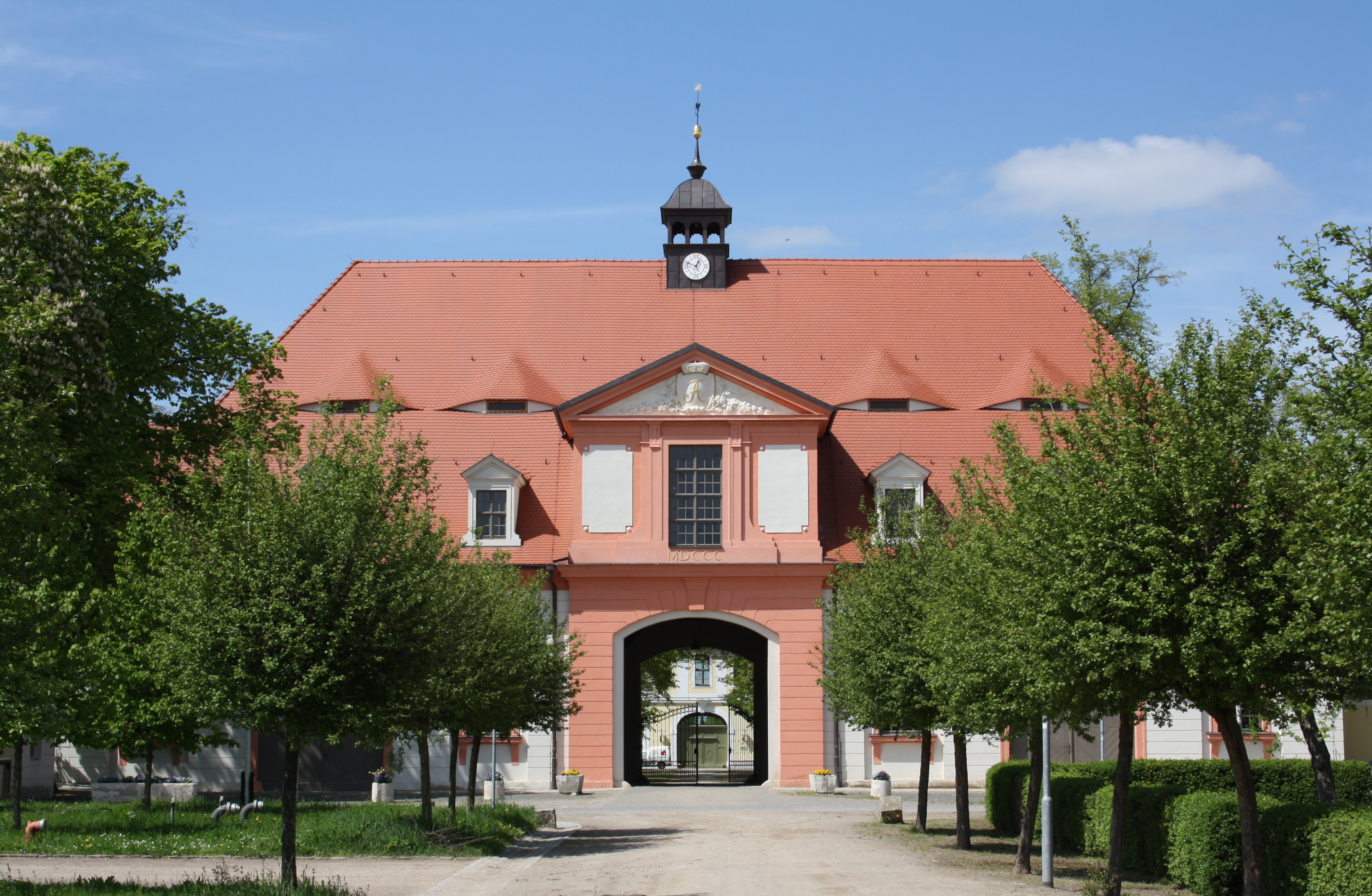
Das Torhaus des Graditzer Gestütes

Die erste urkundliche Erwähnung des Vorwerkes Graditz erfolgte im Jahre 1004. Im Jahre 1240 erwarb das Kloster Dobrilugk Graditz und baute es zu einem bedeutenden Klosterhof aus. 1253 erhob Reinhard von Kottwitz Anspruch auf das Gut Graditz. 1256 verkauften Bodo, Friedrich, Dietrich, Heinrich und Witego von Torgau eine Insel bei Graditz an die Mönche des Klosters Dobrilugk für 20 Mark (26. Nov.1256). Die Beziehung der Familien von Torgau und von Kottwitz setzt sich im böhmischen Arnau und dem Dorf Kottwitz als Vasallen Karl IV. nach 1300 fort.
Nach der Auflösung des Klosters im Jahre 1541 gelangte Graditz in den Besitz der Wettiner, die 1630 die Stutterey Graditz, das heutige Gestüt Graditz, gründeten, es 1686 um das Vorwerk Repitz erweiterten und mit der Zucht von Vollblütern begannen.
1722 wurde Graditz auf Anordnung Augusts des Starken zur Churfürstlich Sächsische Stutterey Graditz erhoben. Im gleichen Jahr begannen der Bau des Schlosses Graditz und der Neubau aller Gebäude des Hofgestüts nach Plänen von Matthäus Daniel Pöppelmann.
Nach der Niederlage Sachsens an der Seite von Frankreich während der Befreiungskriege gehörte Graditz zu den sächsischen Orten, die auf dem Wiener Kongress 1815 an Preußen fielen. Das Gestüt wurde nun Königlich Preußisches Hauptgestüt. Die Einführung des heute noch gebräuchlichen Graditzer Brandzeichens erfolgte 1816. Unter dem Oberlandstallmeister Georg Graf von Lehndorff, der von 1866 bis 1906 die Leitung des Gestüts innehatte, entwickelte sich Graditz zu einer renommierten Zuchtstätte ausschließlich für Vollblutpferde. Pferde aus Graditz erzielten zahlreiche internationale Erfolge. Graf von Lehndorff ließ den Schlosspark Graditz gestalten, die Wirtschaftsgebäude des Gestüts erweitern und Wohnhäuser für die Mitarbeiter bauen.
Das Gestüt erlitt im Ersten und Zweiten Weltkrieg starke Verluste. Nach 1945 wurden die meisten Zuchtpferde in die Sowjetunion verschleppt, als Ackergäule eingesetzt oder gar als Nahrungsmittel verwendet.
Das Schloss wurde 1945 für die Feier anlässlich des Zusammentreffens der Amerikaner und der Russen an der Elbe bei Torgau genutzt. Mit der Pferdezucht in Graditz wurde erst 1949 wieder begonnen.
Seit 1992 ist das Gestüt Graditz im Besitz des Freistaates Sachsen. Zwei Jahre später wurde Graditz mit 250 Einwohnern ein Ortsteil der Stadt Torgau.

## Persönlichkeiten
- Großherzog Karl August von Sachsen-Weimar-Eisenach verstarb 1828 auf Schloss Graditz
- Hans Graf von Lehndorff wurde 1910 in Graditz geboren

## Sehenswürdigkeiten

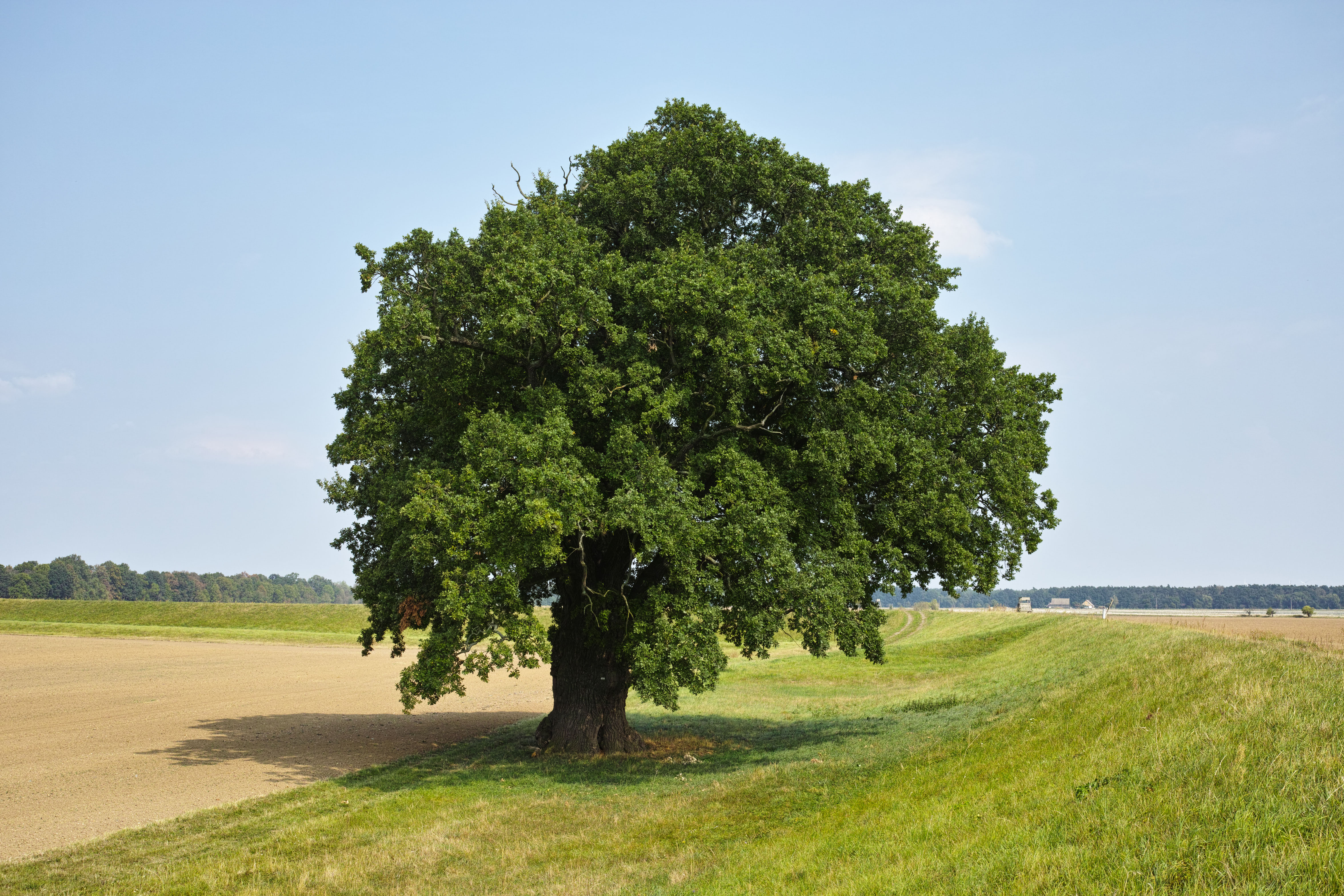
Eiche bei Graditz

Zwischen Graditz und Pülswerda steht in den Elbauen eine Stieleiche mit einem Brusthöhenumfang von 7,85 m und einer Höhe von 21 m.